# Wirft

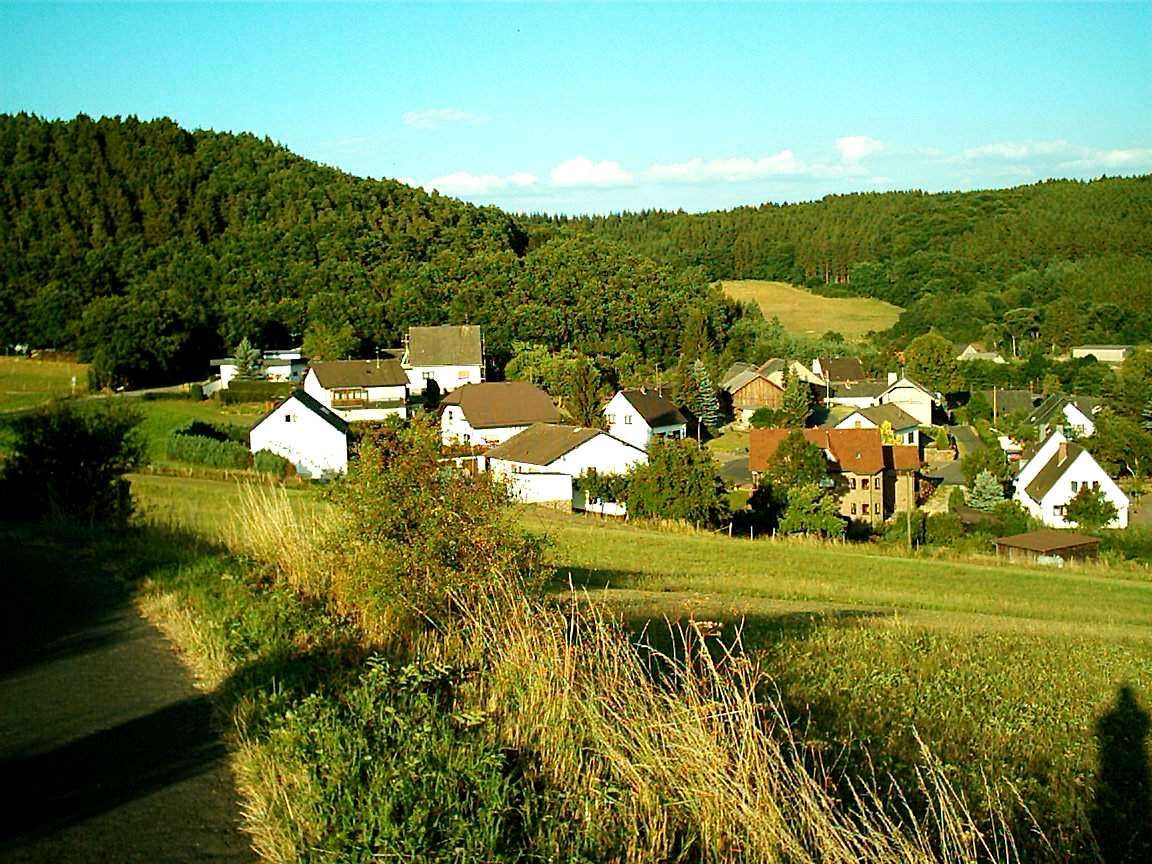
Wirft im Juli 2003

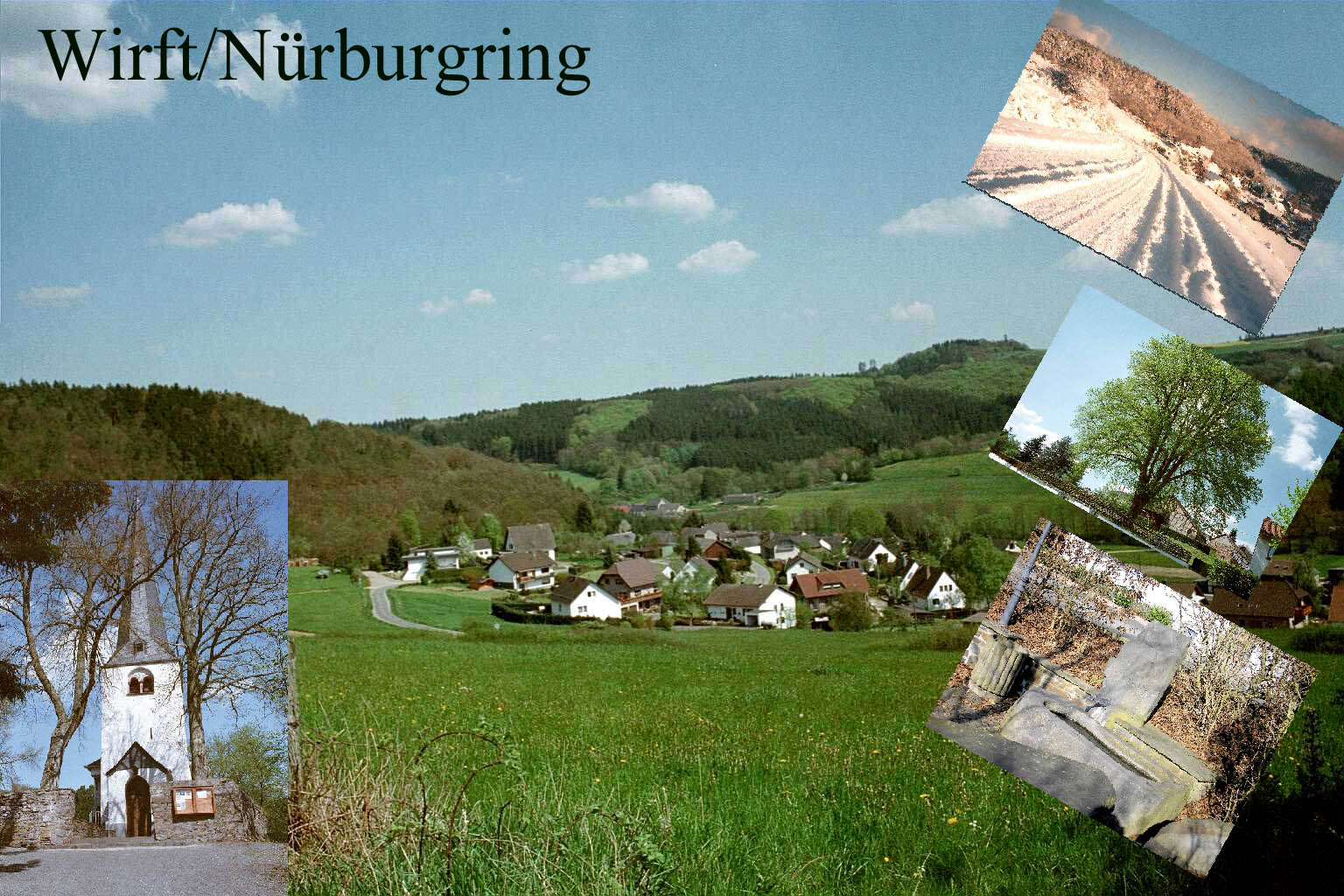
Wirft (Postkarte)

Wirft ist eine Ortsgemeinde im Landkreis Ahrweiler in Rheinland-Pfalz. Sie gehört der Verbandsgemeinde Adenau an.

## Geographie
Wirft liegt in der Hocheifel, ca. sieben Kilometer westlich von Adenau und ca. neun Kilometer nördlich des Nürburgrings (Start und Ziel). Rund 45 Prozent der Gemeindefläche sind Waldgebiet.
Zu Wirft gehören der Ortsteil Kirmutscheid sowie der Wohnplatz Dreimüllerhof.

## Geschichte
Erstmals urkundlich erwähnt wird der Ort als „Wirff“ im Jahr 1254. Zehn Jahre später wird der Ort Besitz des Klosters Himmerod, ab 1290 gehört er zu Reifferscheid im kurkölnischen Amt Nürburg.
In der Eiflia illustrata wird der Ort im Jahre 1852 wie folgt beschrieben:
Wirft, ein Dorf mit einer Kapelle, 23 Häusern und 131 Einwohnern, ist nach Kirmuthscheid eingepfarrt, einem Weiler in welchem sich außer der Kirche noch Pfarrhaus, Schulhaus und ein Wohnhaus nebst Wirthschaftsgebäuden, jenseits des Baches überhaupt 4 Gebäude mit 4 Einwohnern, befinden.

Der Dreimüller Hof, welcher aus einem Hause mit 8 Einwohnern besteht … sind nach Kirmuthscheid eingepfarrt.

Alle diese Ortschaften gehörten vor 1794 zum Kurkölnischen Amte Nürburg. Während der Französischen Verwaltung waren sie der Gemeinde Hoffelt, Dorf mit 43 Häusern und 189 Einwohnern, damals in der Mairie Barweiler jetzt in der Bürgermeisterei Aremberg zugetheilt.
Wirft ist ursprünglich stark landwirtschaftlich geprägt, die so genutzte Fläche ist aber seit 1977 um über 50 Prozent zurückgegangen. 2007 existierten noch fünf landwirtschaftliche Betriebe mit im Schnitt 18 ha bewirtschafteter Fläche. Ein gewisses Einkommen wird heute durch das Angebot von Übernachtungsmöglichkeiten, auch im Rahmen der Veranstaltungen auf dem Nürburgring erzielt.
Wirft werden zwei katholische Gotteshäuser zugeordnet, eines davon wird in den Ursprüngen auf 1214 datiert.
Bevölkerungsentwicklung
Die Entwicklung der Einwohnerzahl von Wirft, die Werte von 1871 bis 1987 beruhen auf Volkszählungen:
| Jahr | Einwohner |
| ---- | --------- |
| 1815 | 129       |
| 1835 | 143       |
| 1871 | 111       |
| 1905 | 148       |
| 1939 | 140       |
| 1950 | 164       |
| 1961 | 157       |

| Jahr | Einwohner |
| ---- | --------- |
| 1970 | 148       |
| 1987 | 133       |
| 1997 | 144       |
| 2005 | 154       |
| 2017 | 159       |
| 2022 | 157       |

## Politik

### Gemeinderat
Der Gemeinderat in Wirft besteht aus sechs Ratsmitgliedern, die bei der Kommunalwahl am 9. Juni 2024 in einer Mehrheitswahl gewählt wurden, und der ehrenamtlichen Ortsbürgermeisterin als Vorsitzender.

### Bürgermeister
Gaby Simon wurde am 10. Juli 2024 Ortsbürgermeisterin von Wirft. Bei der Direktwahl am 9. Juni 2024 war sie als einzige Bewerberin mit einem Stimmenanteil von 87,9 % für fünf Jahre gewählt worden.
Simons Vorgänger Peter Pürling hatte das Amt 25 Jahre ausgeübt.

## Persönlichkeiten
- Johannes Rieder (* 1893 in Dreimüllerhof; † 1956 in Adenau), Verwaltungsbeamter und Landrat im Landkreis Daun